# Arne Anka
Arne Anka är en satirisk tecknad serie av Charlie Christensen. Arne har vissa synbara likheter med Kalle Anka. Serien har funnits sedan 1983 med ett uppehåll mellan 1995 och 2004. Den har även spelats som teaterpjäs på Stockholms stadsteater med Robert Gustafsson i rollen som Arne.

## Figurer
Arne Anka själv är en lagom misslyckad kulturarbetare som bor centralt i Stockholms innerstad. När det finns pengar och vilja ger han sig ut i Stockholmsnatten med sina vänner i en ständig jakt på tjejer - i regel något för unga för den snart medelålders Arne. Han sprider gärna sina cyniska betraktelser om samtidens och tillvarons elände omkring sig, och hamnar inte sällan i konflikter på alla fronter.
Krille Krokodil är Arnes ständige följeslagare och själsfrände. Skillnaden mellan de två är att Krille är mer framgångsrik och följaktligen alltid är den som får med sig tjejer hem. Men i bakfyllans kranka blekhet är han i regel lika ömklig som Arne själv. Figuren är inspirerad av Christensens vän Kristian Petri.
Sigge Pigg är god vän till dem bägge, en känd och välbeställd författare som aldrig har ont om vare sig pengar eller gott humör. Inspiration till figuren kom från Stig Larsson.
Micke Misär, en dyster och sporadiskt närvarande vän ur kulturlivet.
Zeke, bartender och ägare till Arnes stamhak Zekes Bar.

## Historik
Serien föddes 1983 i tidskriften Trenionio, där den kom att publiceras i sex nummer fram till 1985. Därefter återupplivades serien, som 1987 fick en fast plats i Metallarbetaren (senare ersatt av Dagens Arbete).
Seriefiguren Arne Anka hade vid skapandet bild- och personlighetsmässiga likheter med både Howard the Duck och Kalle Anka. Likheterna med Kalle Anka ledde till hot om stämning från Disneykoncernen. Arne fick genomgå en låtsad dödsolycka och plastikkirurgi för att byta sin näbb och ändrade sitt namn till "Arne X" i några strippar. Stämningen materialiserades inte, och till slut köper Arne en lösnäbb på Butterick's i Stockholm.

### Återkomst
Serien avslutades 1995 med att Arne Anka slutligen hade funnit kärleken, gift sig, bildat familj och fått en helt annan inställning till livet, varför hans öden inte längre var intressanta att skildra.
I december 2004 dök plötsligt Arne Anka upp igen i en annan av Charlie Christensens serier, Konrad K. Serien publicerades i decembernumret av tidningen Dagens Arbete. Arne Anka har nu skilt sig och är om möjligt ännu mer cynisk i sin inställning än tidigare. Efter decembernumret blev Arne Anka återigen huvudpersonen, och Konrad K tog över Alexander Barks roll som berättarröst. Efter att ha ersatt Konrad K som huvudfigur i Konrad K under januari och februari, bytte serien i mars namn till Arne Anka.

## Verk

### Album
- Arne Anka (1989)
- Arne Anka II (1991)
- Arne Anka III (1993)
- Arne Anka IV (1995)
- Jag Arne - Arne Ankas samlade serier 1983 - 1995 (1999)
- Arne Anka V - Återuppståndelsen (2006)
- Arne Anka VI - Manövrer i mörkret (2007)
- Arne Anka VII - Ner med monarkin (2008)
- Arne Anka VIII - Rapport från kriget (2010)
- Arne Anka IX - Voodoo vid vatten (2011)
- Jag Arne. Del 2 - Arne Ankas samlade serier 2003 - 2010 (2012)
- Arne Anka X - Utsikt från en svamp (2013)
- Arne Anka XI - Dagbok från Svitjod (2014)
- Arne Anka XII - Mentala selfies (2016)
- Arne Anka XIII - Alla dessa krig talar om oss själva (2022)
- Jag Arne 3. - Samlade serier 2010 - 2013 (2022)

### Bok
- Bombad och sänkt (Tago 1993)

### Pjäs
- Arne Anka – En afton på Zekes (Stockholms Stadsteater 1995) med bland annat Robert Gustafsson. Pjäsen släpptes på DVD den 22 oktober 2009